# Жиліна (водосховище)
Жиліна (Žilina) — водосховище на річці Ваг; місце розташування — округ Жиліна.
Площа водної поверхні 2,55 км2. Збудоване в 1994—1998 роках. Розташоване біля міста Жиліна.
Впадає Ґбелянський потік.